# LGBT práva ve Slovinsku

Duhová mapa Slovinska

Lesby, gayové, bisexuálové a trans lidé (LGBT) ve Slovinsku nemají na rozdíl od heterosexuální většiny stejný přístup ke všem právním ochranám a institucím, ačkoli je Slovinsko považováno v oblasti práv leseb, gayů, bisexuálů a transgender osob (LGBT) za jednu z nejpokrokovějších zemí bývalé Jugoslávie, střední Evropy a slovanských národů.

## LGBT historie ve Slovinsku
Podle trestního zákoníku přijatého 30. června 1959 byl stejnopohlavní sexuální styk mezi muži ilegální v rámci celé tehdejší Jugoslávie. Během první poloviny 70. let byly všechny trestní zákony platné v rámci Federativní republiky Jugoslávie decentralizovány na 8 jednotlivých států a provincií. Nový trestní zákon dekriminalizující homosexuální styk byl schválen r. 1976 a vešel v účinnost v r. 1977. Veškerá diskriminační legislativa byla zrušena. Ve staré verzi zákonů není žádná zmínka o lesbických vztazích.

## Legální stejnopohlavní styk
Stejnopohlavní sexuální styk je legální od r. 1977.

## Registrované partnerství ve Slovinsku
Homosexuální páry mohou od 23. července 2006 uzavírat registrované partnerství s omezeními v dědických právech, právech na sociální zabezpečení a příbuzenských právech.
V červenci 2009 Ústavní soud Slovinské republiky shledal, že § 22 Zákona o registrovaném partnerství porušuje ustanovení Hlavy 14 Ústavy Slovinské republiky o diskriminaci na základě sexuální orientace, a nařídil změnu legislativy do uplynutí 6 měsíců.
V prosinci 2009 převážně levicově orientovaná vláda vypracovala nový Zákon o rodině, který by homosexuálním párům dával plné uznání jako mají heterosexuální páry, včetně manželství a adopcí, a dal jej k projednání Státnímu shromáždění Republiky Slovinsko. Zákon byl ve Státním shromáždění následně zamítnut, nicméně byl přijatá měkká verze tohoto návrhu v červnu 2011, která garantovala registrovaným partnerům stejná práva, jaká jsou v manželství, včetně osvojení dítěte biologického partnera, ale znemožňující registrovaným partnerům si společně osvojit dítě. Tento návrh byl však dočasně pozastaven kvůli referendum o rodině, v němž se hlasovalo o znovunavrácení k verzi registrovaného partnerství z r. 2006.
V prosinci 2014 opoziční strana Levicové sdružení předložila návrh novely zákona, který by změnil definici manželství v zákoně přijatém r. 1976 na trvalý svazek dvou osob. Vláda Mira Cerara 29. ledna 2015 nezaujala k předložené novele žádné stanovisko. Dne 10. února 2015 návrh novely schválila Komise pro práci, rodinu a sociální politiku při Národním shromáždění v poměru hlasů 11:2 při druhém čtení. Parlament svůj konečný verdikt odložil až na plenární zasedání v březnu 2015.
Dne 3. března 2015 Shromáždění schválilo návrh při třetím čtení v poměru hlasů 51:28. Dne 10. března 2015 Národní shromáždění v poměru hlasů 14:23 zamítlo návrh na opětovné hlasování. Odpůrci zákona sepsali petici za vypsání referenda o stejnopohlavních manželstvích. Ta získala pro dostatek podpisů pro vypsání reference. Poté se čekalo na stanovisko Ústavního soudu, zda referendum bude, či nikoliv. Ten 22. října 2015 rozhodl v poměru hlasů 5:4 v neprospěch Národního shromáždění, a sice že Národní shromáždění nemůže vykládat ústavu a že blokování referenda bylo nelegální. Rozhodnutí sice prošlo těsně, ale přece jenom vyvolalo v ústavním pořádku země určité změny, tedy omezenou pravomoc Národního shromáždění rozhodovat o klíčových aspektech veřejného života. Proto se také na základě platného Článku 90 Ústavy Slovinské republiky a výše uvedeného rozsudku mělo konat v brzké době referendum. K tomu došlo 20. prosince a návrh zákona v něm byl zamítnut.
21. dubna 2016 přijalo Shromáždění návrh zákona garantující stejnopohlavním partnerstvím veškerá práva a povinnosti plynoucí z manželství, vyjma adopcí a asistované reprodukce. V reakci na to byla spuštěná petice za vypsání referenda, na nějž ale předseda Shromáždění nepřistoupil. Řekl, že by to bylo v rozporu se zákonem o všeobecném referendu. Zákon začal platit 24. května 2016 a účinnosti nabyl k 24. únoru 2017.

## Služba v armádě
Slovinsko zrušilo povinnou službu v armádě r. 2003.

## Ochrana před diskriminací
V r. 1998 byl přijat zákon zakazující diskriminaci na základě sexuální orientace v zaměstnání, jakož i pro uchazeče o zaměstnání. Diskriminace je rovněž zakázána i v ostatních oblastech, ve vzdělávání, bydlení i přístupu ke zboží a službám, čímž se Slovinsko zařadilo mezi státy EU s nejrozsáhlejší antidiskriminační legislativou.

## Veřejné mínění
Podle statistiky výzkumu Eurobarometru z prosince 2006 31 % Slovinců podporovalo stejnopohlavní manželství a 17 % adopci homosexuálními páry (Průměr EU 44 % a 33 %).
Výzkum provedený prostřednictvím Delo Stik v únoru 2015 ukázal, že 59 % Slovinců podporuje stejnopohlavní manželství a 38 % adopce homosexuálními páry. Statistika vznikla v době projednávání návrhu zákona o manželstvích osob stejného pohlaví v Národním shromáždění. Výsledky ukázaly, že pouze těsná většina (51 %) Slovinců podporuje nový zákon.

## LGBT hnutí ve Slovinsku
LGBT organizace jsou už od r. 1984 obecně nejvíce aktivní v Lublani, kde byly založeny organizace ŠKUC (Studentské kulturní středisko v Lublani) a Kulturní organizace pro socializaci homosexuality. V r. 1985 vznikla lesbická skupina Lilit, která se sloučila se ŠKUC roku 1987. V roce 1990 se organizace sloučily do jednoho LGBT hnutí s názvem Roza Klub.
V ostatních oblastech země je gay scéna velmi malá.

## Postoj společnosti

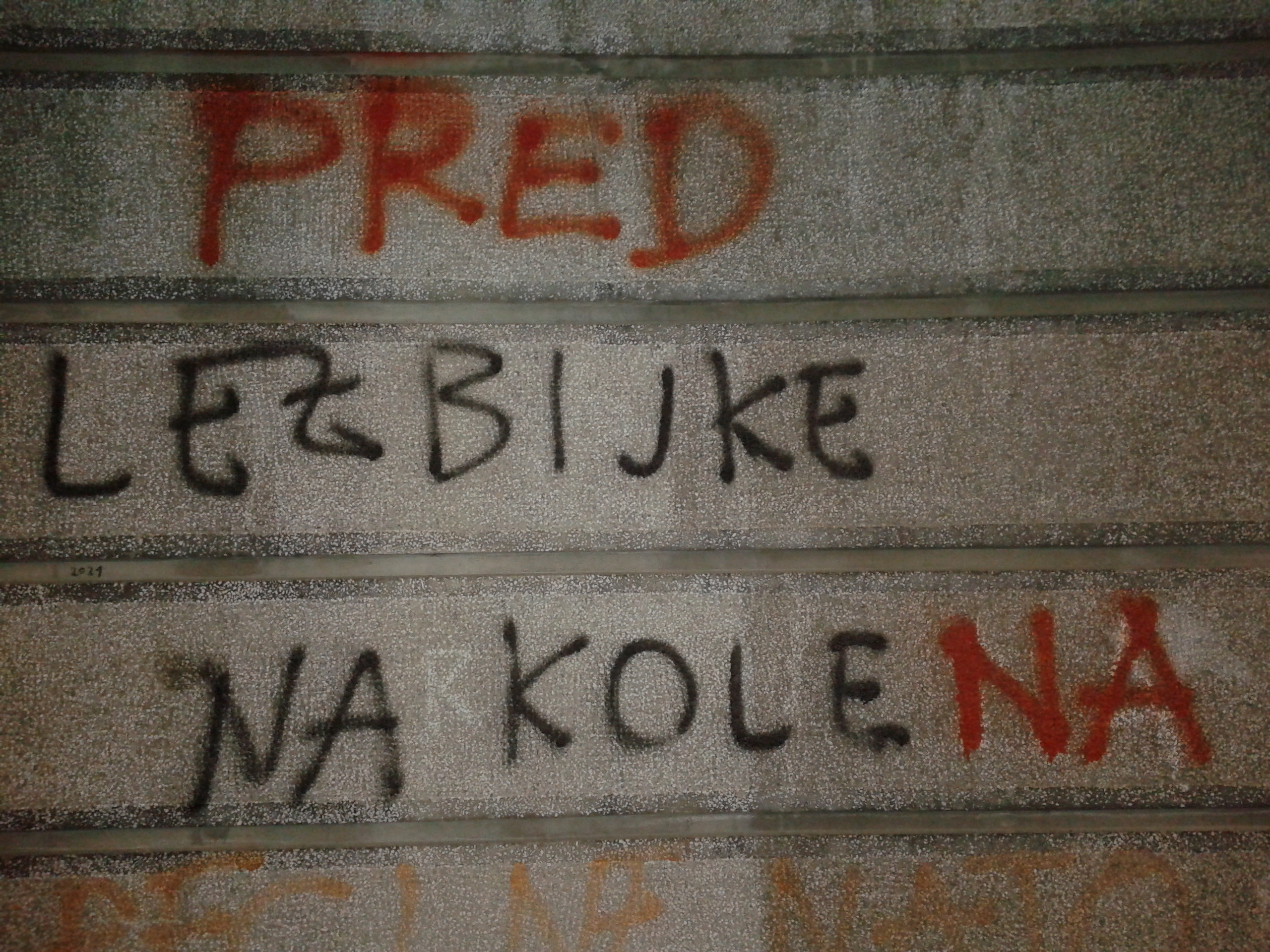
Grafitti nápis ve městě Kranj původně nesoucí název Lezbijke na kole ("Naražte lesby na kůly" v překladu ze slovinštiny), později přeformulovaný na Pred lezbijke na kolena ("Klaňte se lesbám")

Dle šetření Eurobarometru z prosince 2006 vyšlo najevo, že 31 % Slovinců podporuje stejnopohlavní manželství a 17 adopce homosexuály (Průměr EU 44 a 33 %).

## Gay kultura
V Lublani je mnoho gay friendly klubů a barů. Začalo se s velmi omezeným množstvím podnikům. Nicméně jejich počet ročně stoupá. V klubu K4 v Lublani mají každou jednu sobotu v měsíci svá setkání gayové a lesby. V klubech Factory a Bolivar se pořádají gay a lesbické večírky skupinou Jing Jang. Party se koná vždy jednou za měsíc. Další gay friendly bary a kluby v Lublani jsou Lan, Tiffany a Galerija.

### Antigay násilí
V celém Slovinsku se vyskytlo mnoho případů násilí proti LGBT lidem. Jde například o útok ze strany mladých extrémistů v rámci literárního setkání v jednom z nejznámějších gay barů v Lublani. Mezi zraněnými byl i Mitja Blažič.
V r. 2007 bylo zraněno několik mladých mužů v Mariboru v rámci festivalu gay pride. Ve venkovských oblastech Slovinska jsou místní lidé jen velmi zřídka přívětiví vůči gayům, lesbám, feminismu a transgender lidem atd.

## Životní podmínky
| Legální stejnopohlavní styk                                                            | (1977) |
| Rovný věk legální způsobilosti k pohlavnímu styku                                      | (1977) |
| Antidiskriminační zákony v zaměstnání                                                  | (1998) |
| Antidiskriminační zákony v přístupu ke zboží a službám                                 | (1998) |
| Antidiskriminační zákony v ostatních oblastech (homofobní urážky, zločiny z nenávisti) | (1998) |
| Stejnopohlavní manželství                                                              | (2022) |
| Jiná forma stejnopohlavního soužití                                                    | (2006) |
| Adopce dítěte partnera                                                                 | (2011) |
| Společná adopce dětí stejnopohlavními páry                                             | (2022) |
| Gayové a lesby mohou otevřeně sloužit v armádě                                         | Yes    |
| Možnost změny pohlaví                                                                  | [ 18 ] |
| Přístup k umělému oplodnění pro lesbické ženy                                          | Yes    |
| MSM smějí darovat krev                                                                 | No     |
| Náhradní mateřství pro gay páry                                                        | No     |